# Будапештский цыганский симфонический оркестр
Будапе́штский цыга́нский симфони́ческий орке́стр, известный также как 100 цыга́нских скри́пок (венг. 100 Tagú Cigányzenekar) или просто 100 скрипок — крупнейший в мире цыганский симфонический оркестр. Нынешний руководитель — Нандор Фаркаш.

## История
Считается, что оркестр сложился в 1985 году. На похороны скрипача-виртуоза Шандора Яроки приехало множество цыганских музыкантов. Они стали импровизировать все вместе, обнаружили, что получается очень хорошо, и объединились в оркестр.

## Состав
В состав оркестра входят:
- 60 скрипачей,
- 10 контрабасистов,
- 9 альтистов,
- 9 кларнетистов,
- 6 виолончелистов,
- 6 цимбалистов, среди них всемирно признанный мастер Оскар Экрёш[2][3].

Оркестр играет без нот и не имеет дирижёра в обычном понимании этого слова. Каждым номером, солируя, дирижирует один из примашей (первых скрипок).
Оркестр «Сто скрипок» выступал более чем в 30 странах, в том числе в амстердамском Венском Концертхаусе, Консертгебау, женевском Виктория-холле и Театре Елисейских Полей.
Сейчас попасть в оркестр возможно, поучаствовав в музыкальном конкурсе, который организовывает коллектив в Будапеште.

## Репертуар
Репертуар оркестра состоит как из произведений классиков европейской академической музыки, так и народных и эстрадных мелодий разных стран. Особенно внимание уделяется цыганской музыке и произведениям, написанным под её влиянием.
При этом, цыганской музыки в репертуаре не так уж и много, в основном звучат Иоганнес Брамс, Иоганн Штраус-младший, Джоаккино Россини и Пётр Чайковский с его «Вальсом цветов».

## Отзывы в прессе
- «Лист и Паганини восхитились бы… Когда Окрёш Оскар кудесничает на цимбалах, слушатели срываются с мест» — Dresden Neueste Nachrichten.
- «Concertgebouw был потрясен до основания, а публика опьянена! Ни один симфонический оркестр в мире не играет так сочно, с таким энергичным звучанием, так сильно и виртуозно!» — NRC Handelsblad-Amsterdam..
- «Цыганский симфонический оркестр блистал стремительными темпами и захватывающей дух виртуозностью» — Schwaebische Zeitung[2]